# GoEast – Festival des mittel- und osteuropäischen Films 2020

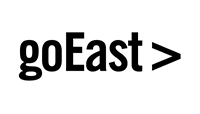
Logo des Festivals

Das 20. goEast – Festival des mittel- und osteuropäischen Films fand vom 5. Mai bis zum 11. Mai 2020 in Wiesbaden statt.
Den Hauptpreis gewann der Film Rounds (V Krag) des bulgarischen Regisseurs Stefan Komandarew.

## Internationaler Wettbewerb

### Spielfilme
| Filmtitel                                              | Regie                                | Land               |
| ------------------------------------------------------ | ------------------------------------ | ------------------ |
| Negative Numbers                                       | Uta Beria                            | Georgien           |
| A Dark, Dark Man                                       | Ädilchan Jerschanow                  | Kasachstan         |
| Atlantis                                               | Walentyn Wassjanowytsch              | Ukraine            |
| Ivana the Terrible (Ivana cea Groaznica)               | Ivana Mladenović                     | Rumänien, Serbien  |
| What a Country! (Koja je ovo drzava!)                  | Vinko Brešan                         | Ukraine            |
| Lessons of Love (Lekcja miłości)                       | Małgorzata Goliszewska, Kasia Mateja | Polen              |
| My Morning Laughter (Moj jutarnji smeh)                | Marko Đorđević                       | Serbien            |
| Nova Lituania                                          | Karolis Kaupinis                     | Litauen            |
| Froth                                                  | Ilya Povolotsky                      | Russland           |
| Two Roads (Postiženi muziku)                           | Radovan Síbrt                        | Tschechien         |
| State Funeral                                          | Sergei Loznitsa                      | Ukraine            |
| Heat Singers (Spivaye Ivano-Frankivskteplokomunenergo) | Nadia Parfan                         | Ukraine            |
| Immortal (Surematu)                                    | Ksenia Okhapkina                     | Estland, Lettland  |
| Rounds (V Krag)                                        | Stefan Komandarew                    | Bulgarien, Serbien |
| Sunday (Воскресенье)                                   | Svetlana Proskurina                  | Russland           |
| Zana                                                   | Antoneta Kastrati                    | Kosovo, Albanien   |

## Preisträger
- Preis „Die Goldene Lilie“ für den Besten Film: Rounds (V Krag) – Regie: Stefan Komandarew
- Preis für die Beste Regie: Karolis Kaupinis – Nova Lituania